# Compagnie des chemins de fer bergeois-marckois

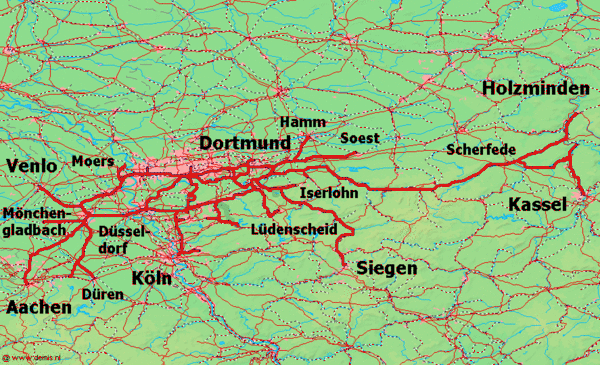
Réseau de la Compagnie des chemins de fer bergeois-marckois peu avant la nationalisation

La Compagnie des chemins de fer bergeois-marckois (BME en abrégé) est, avec la Compagnie des chemins de fer de Cologne-Minden et la Compagnie des chemins de fer rhénans l'une des trois grandes compagnies de chemins de fer privés (nominalement) créées à partir du milieu du XIXe siècle, qui ont désenclavées par les chemins de fer la Rhénanie, la région de la Ruhr et une grande partie de la Westphalie.

## Histoire

### Fondation

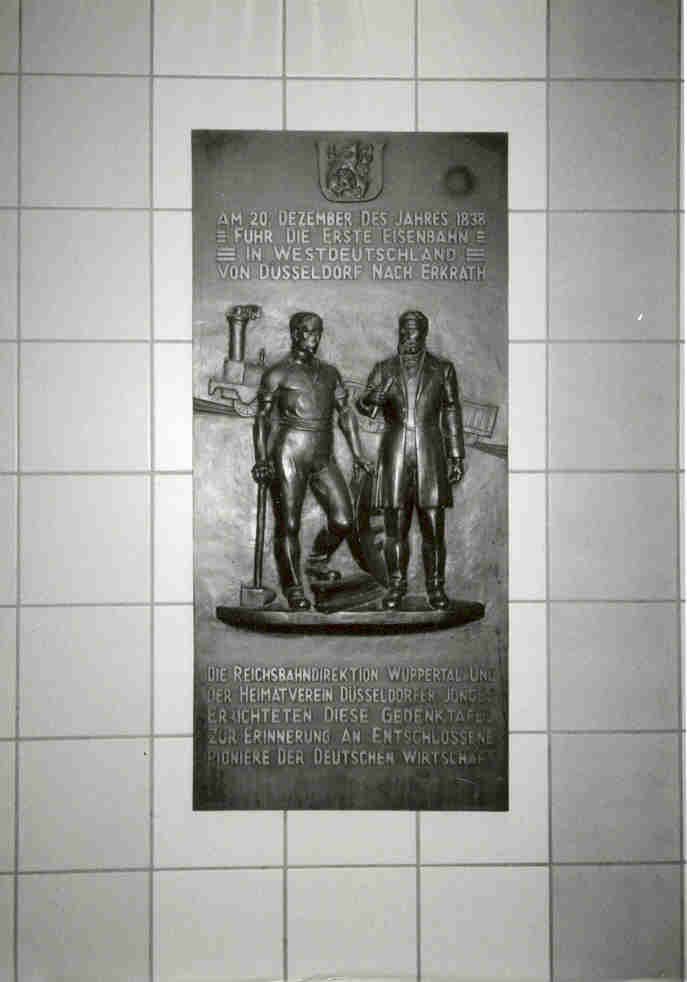
Plaque commémorative pour la construction de la ligne ferroviaire Düsseldorf-Elberfeld à la gare centrale de Düsseldorf (tunnel nord)

La Compagnie des chemins de fer bergeois-marckois est fondée le 18 octobre 1843 à Elberfeld (aujourd'hui Wuppertal). Étant donné que lors de la construction de son chemin de fer, la compagnie du chemins de fer de Cologne à Minden opte pour un tracé via Duisbourg et contre un tracé passant par la vallée de la Wupper, elle souhaite créer une liaison ferroviaire en direction de l'Est pour cette zone hautement industrialisée et le Pays de Berg, en particulier pour se connecter aux champs houillers de La Marck près de Dortmund. La concession prussienne requise est accordée le 12 juillet 1844. La Compagnie du chemin de fer de Düsseldorf à Elberfeld (de), fondée en 1837, a déjà réalisé une liaison vers l'ouest jusqu'au Rhin en 1841. La Gare bergeoise-marckoise, également appelée Gare d'Elberfeld, construite en 1883 à l'extrémité sud de la Königsallee de Düsseldorf, relie Düsseldorf à Elberfeld à partir de 1841.
L'État prussien apporte un quart du capital fondateur et une banque d'Elberfeld, entre autres, apporte une contribution significative à la part privée. La rentabilité insuffisante de la première ligne entrave naturellement les options de financement pour une expansion ultérieure de la ligne. Il y a également eu une mauvaise gestion et des erreurs de gestion. « Nous avions opéré sans plan et sans aucun contrôle ». Un emprunt gouvernemental ne peut être remboursé en 1849. Le comité exécutif de l'entreprise trouve une solution en 1850 en demandant une aide d'État pour un prêt de 600 000 thalers auprès du ministre prussien des Finances de l'époque, August von der Heydt, associé de la Bankhaus von der Heydt-Kersten & Söhne (de), Elberfeld, et président par intérim de la Conseil d'administration de la Compagnie des chemins de fer bergeois-marckois. En accordant sa participation au capital, l'État prussien revendiquait une participation aux opérations ferroviaires de la Compagnie afin de ne pas mettre en danger le capital investi par l'État ou par le commerce maritime prussien (de). L'accord de transfert d'entreprise entre en vigueur le 23 août 1850. Le 15 octobre 1850, la direction opérationnelle de la compagnie ferroviaire nominalement privée est transférée à la direction royale de la Compagnie des chemins de fer bergeois-marckois, nouvellement fondée le 14 septembre 1850.
Le 13 mars 1854, celle-ci change son nom en Direction royale des chemins de fer à Elberfeld. Ensuite, la ligne principale est élargie, en 1855 de 54 kilomètres à l'Est de Dortmund via Unna à Soest et en 1857 de 27 kilomètres à l'ouest jusqu'au Rhin grâce au rachat de la Compagnie du chemin de fer de Düsseldorf à Elberfeld (de), ce qui nécessite des coûts de financement de 1,7 million de thalers.

### Lignes principales

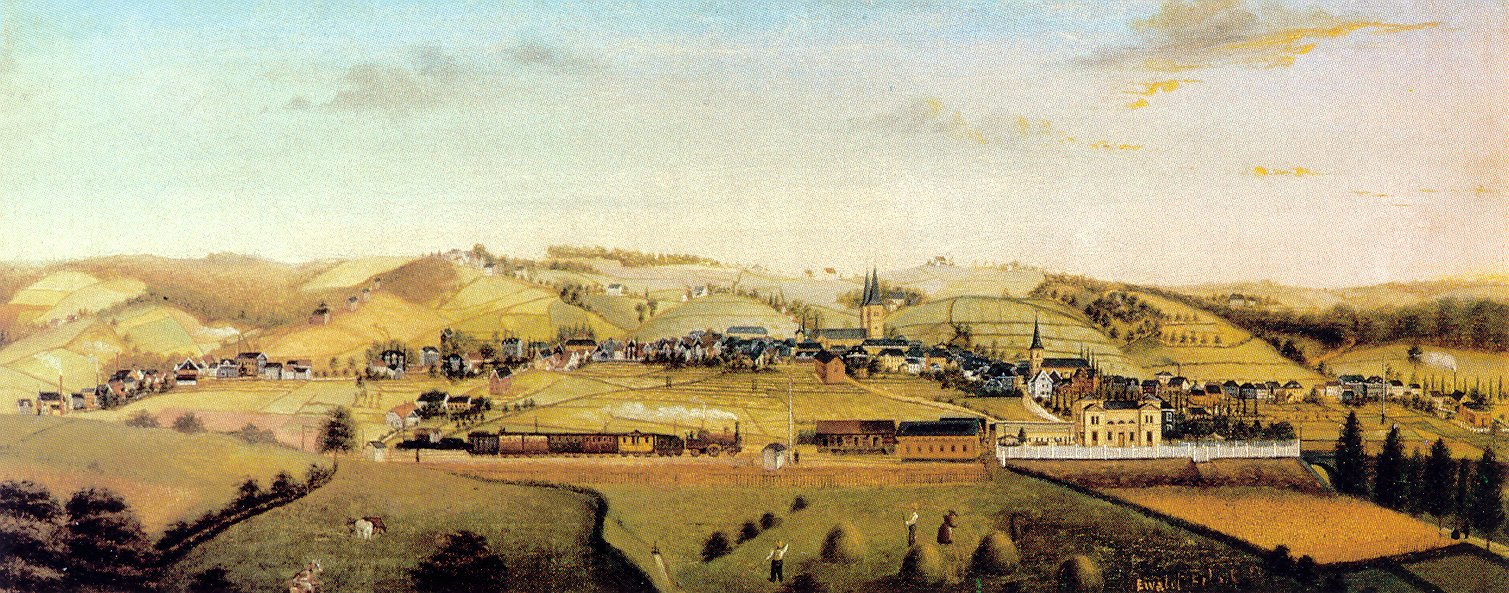
Tronçon de ligne de Schwelm vers 1861

Sa première ligne, longue de 56 kilomètres, relie Elberfeld à Dortmund via Barmen (qui fait partie de Wuppertal depuis 1929), Schwelm, Hagen, Wetter et Witten. Le tracé est achevé en 1849. L'entreprise construit ensuite des lignes principales et secondaires supplémentaires dans la région de la Ruhr, entre le Hellweg, la Ruhr et le Rhin. La liaison est-ouest de Dortmund et Witten via Bochum-Langendreer, Essen, Mülheim an der Ruhr jusqu'à Duisbourg, ouverte en 1862, est devenue la plus rentable économiquement. L'aménagement complet de la vallée de la Ruhr pour le trafic ferroviaire par le chemin de fer de la vallée de la Ruhr (de) remonte également à la Compagnie des chemins de fer bergeois-marckois.
La Compagnie se caractérise cependant par de nombreux rachats de petites entreprises ferroviaires pour compléter son domaine de travail. Cependant, malgré des années d'efforts, son futur président actif du conseil de surveillance, le conseiller commercial privé Daniel von der Heydt (de), ne réussit pas à acquérir la Compagnie des chemins de fer royaux de Westphalie, qui appartenait à l'État prussien, avec son réseau allant jusqu'à 460 kilomètres de longueur. Ce réseau, qui atteint initialement Rheine, aurait rapproché la Compagnie des chemins de fer bergeois-marckois de l'accès souhaité à un port maritime allemand depuis la connexion réseau des deux compagnies à Hamm.
Le tronçon Rheine-Emden (appelé « ligne de l'Ouest hanovrien ») est construit par les chemins de fer royaux hanovriens, mais est passé aux mains de l'État prussien en 1866 après l'annexion du royaume de Hanovre, et un à deux ans plus tard à la Compagnie des chemins de fer royaux de Westphalie. Ce n'est qu'après la nationalisation de toutes les compagnies ferroviaires privées de Prusse que la fusion opérationnelle a lieu au sein de la « Direction royale des chemins de fer de Cologne (sur la rive droite du Rhin) ».

### Expansion

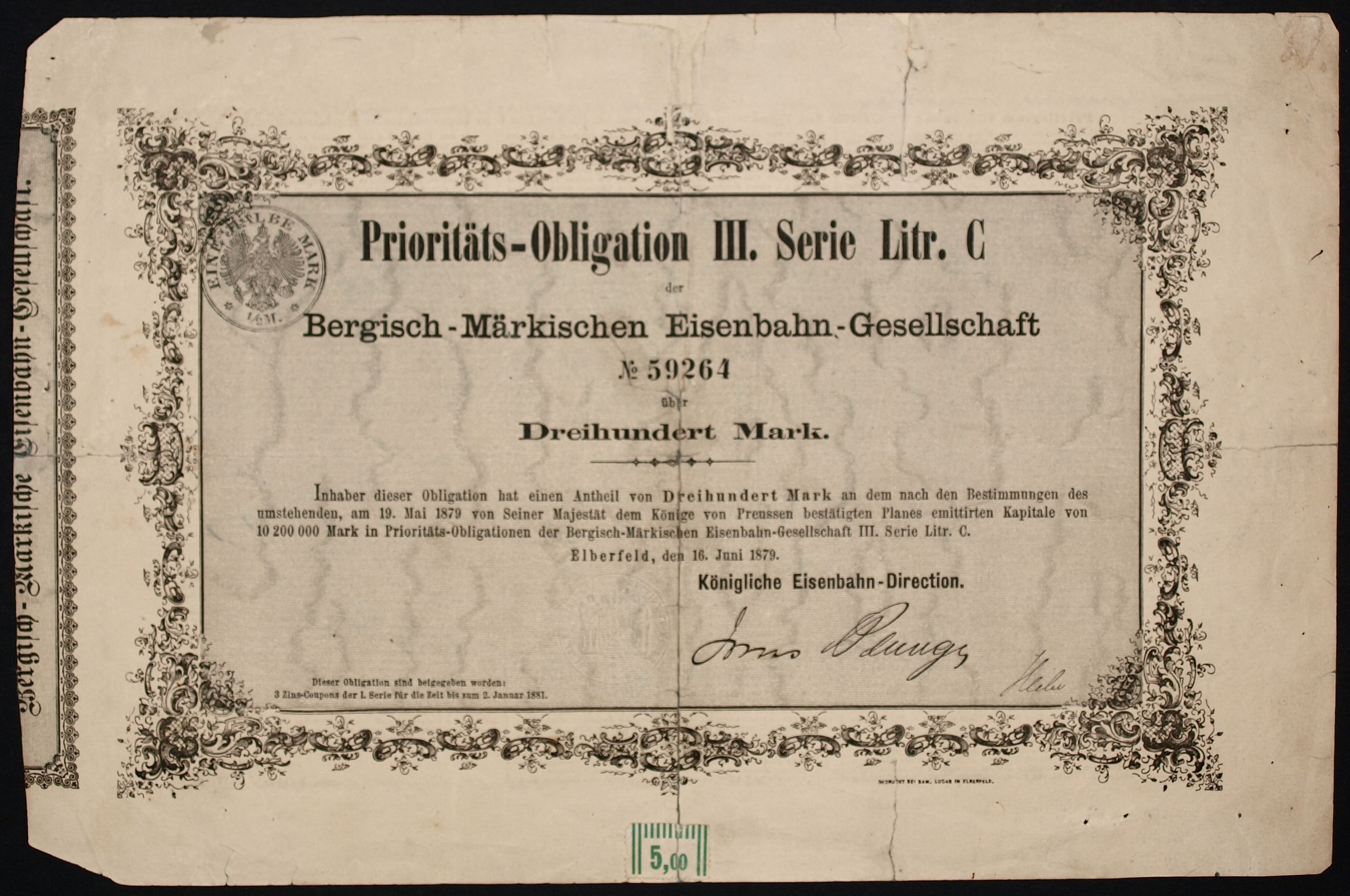
Obligation prioritaire de la Compagnie des chemins de fer bergeois-marckois du 16 juin 1879 ; émis pour financer la ligne secondaire Finnentrop-Olpe du chemin de fer Ruhr-Sieg.

Des extensions plus importantes commencent en 1859 avec la construction de la ligne Ruhr-Sieg (de), longue de 106 kilomètres, reliant Hagen à Siegen jusqu'aux mines de minerai de là-bas. La ligne est ouverte le 6 août 1861. Sa construction a coûté 12,9 millions de thalers.
À partir de 1858, le chemin de fer Witten-Duisbourg traverse la région de la Ruhr, dont le premier tronçon est ouvert le 19 août 1859 sous le nom de chemin de fer industriel Duisbourg-Hochfeld uniquement pour le trafic de marchandises. Le tracé de 52 kilomètres via Langendreer, Steele, Essen et Mülheim an der Ruhr, avec des liaisons vers diverses mines de charbon, est achevé le 1er mai 1862. À Steele, il assure également la liaison nord avec le chemin de fer Steele-Vohwinkel (Chemin de fer Prince-Guillaume (de)), qui existe depuis 1847 et est repris en 1854 pour 1,3 million de thalers.
À Duisbourg, le bâtiment de la gare est échangé avec la Compagnie du chemin de fer de Cologne à Minden en raison du meilleur tracé des voies. Cette connexion devient rapidement l'itinéraire le plus rentable de la Compagnie. Avec la ligne principale de Wuppertal et la liaison Elberfeld-Deutz ouverte en 1867, toutes deux desservent désormais le trafic InterCityExpress de la Deutsche Bahn dans la zone métropolitaine Rhin-Ruhr.
L'étape logique est de traverser le Rhin en 1866 via la ligne ferroviaire Ruhrort-Homberg (de) dans le but d'établir une connexion avec la Belgique et les Pays-Bas grâce à l'achat des lignes gérées par la Compagnie des chemins de fer Aix-la-Chapelle-Düsseldorf-Ruhrort (de) pour sept millions de thalers. La Compagnie des chemins de fer bergeois-marckois fournit à l'État prussien les fonds nécessaires à la reprise complète de ce chemin de fer par l'État. En 1870, après l'achèvement d'un pont permanent sur le Rhin à Düsseldorf-Hamm - le pont ferroviaire d'Hamm (de) - la route de Düsseldorf à Neuss est ouverte. Cela crée une seconde connexion entre les réseaux rive droite et rive gauche.
En plus de nombreuses petites lignes de desserte, une extension vers l'Est suit en 1876, le chemin de fer de la haute vallée de la Ruhr (de) via Arnsberg, Bestwig, Brilon-Wald et Warburg jusqu'à Holzminden an der Weser. Ici, le 17 avril 1868, la Compagnie des chemins de fer bergeois-marckois reprend la ligne du nord de la Hesse (de) avec son tracé de 130 kilomètres de Gerstungen via Bebra et Cassel jusqu'à Karlshafen pour un prix de huit millions de thalers. Jusqu'à la guerre de 1866, ce chemin de fer s'appelle Chemin de fer de l'électeur Frédéric-Guillaume. Sur la rive gauche du Rhin, le réseau est élargi de 66 kilomètres en 1870 avec des lignes de Rheydt-Odenkirchen à Eschweiler-Aue (de) et Düren. En 1880, la Compagnie prend en charge l'exploitation du réseau ferroviaire de 78 kilomètres du chemin de fer néerlandais-westphalien (de) de Gelsenkirchen-Bismarck via Dorsten et Borken jusqu'à Winterswijk en Gueldre ainsi que l'embranchement de Winterswijk à Bocholt

### Ouverture et reprise de lignes principales
| Période   | Ligne                                       | Notes                                                                                            |
| --------- | ------------------------------------------- | ------------------------------------------------------------------------------------------------ |
| 1847–1849 | Elberfeld–Dortmund                          | Ligne principale: Elberfeld–Oberbarmen–Schwelm–Milspe (de)–Hagen–Witten–Dortmund                 |
| 1855      | Dortmund-Soest (de)                         | Dortmund–Hörde–Unna–Soest                                                                        |
| 1857      | Düsseldorf–Elberfeld                        | Reprise de la Compagnie du chemin de fer de Düsseldorf à Elberfeld (de)                          |
| 1859–1861 | Ruhr-Sieg (de)                              | Hagen–Letmathe–Finnentrop–Kreuztal–Siegen                                                        |
| 1859–1862 | Witten/Dortmund-Oberhausen/Duisbourg        | Witten/Dortmund–Langendreer–Steele–Essen–Mülheim–Styrum–Oberhausen/Duisbourg                     |
| 1863      | Wuppertal-Vohwinkel-Essen-Überruhr          | Reprise de la Compagnie du chemin de fer Prince-Guillaume (de)                                   |
| 1864      | Aix-la-Chapelle-Mönchengladbach (de)        | Reprise du chemin de fer Aix-la-Chapelle-Düsseldorf-Ruhrort (de)                                 |
| 1864      | Mönchengladbach-Düsseldorf (de)             | Reprise du chemin de fer Aix-la-Chapelle-Düsseldorf-Ruhrort (de)                                 |
| 1864      | Duisbourg-Ruhrort-Mönchengladbach (de)      | Reprise du chemin de fer Aix-la-Chapelle-Düsseldorf-Ruhrort (de)                                 |
| 1866      | Viersen-Venlo (de)                          | Viersen–Kaldenkirchen–Venlo                                                                      |
| 1866/7    | Hagen-Hamm (de)                             | Unna–Hamm (1866), Hagen–Herdecke (1867)                                                          |
| 1867/8    | Gruiten-Deutz (de)                          | (Elberfeld–)Gruiten–Solingen–Opladen–Deutz(–Cologne)                                             |
| 1868      | Nord-Frédéric-Guillaume                     | Reprise de la Compagnie du Nord Frédéric-Guillaume (de)                                          |
| 1868–1881 | Wuppertal-Oberbarmen-Opladen/Remscheid (de) | Oberbarmen–Lennep–Remscheid (1868), Lennep–Wermelskirchen (1876), Wermelskirchen–Opladen (1881)  |
| 1870      | Pont ferroviaire d'Hamm (de)                | Neuss–Düsseldorf                                                                                 |
| 1870–1873 | Schwerte-Warburg (de)                       | Schwerte–Arnsberg (1870) Arnsberg–Meschede (1871) Meschede–Bestwig (1872) Bestwig–Warburg (1873) |
| 1872      | Düsseldorf-Schwerte (de)                    | Düsseldorf–Kettwig–(Essen-)Kupferdreh–Herdecke–Schwerte                                          |
| 1873      | Vallée (de)                                 | Rheydt-Odenkirchen–Juliers–Düren, Juliers-Weisweiler-Eschweiler-Aue                              |
| 1874      | Bochum-Essen/Oberhausen (de)                | Herne–Bochum–Essen–Oberhausen                                                                    |
| 1876      | Mülheim-Styrum–Essen-Kettwig (de)           | (Mülheim-)Styrum–Kettwig                                                                         |
| 1877      | Werden-Essen (de)                           | (Essen-)Werden–Essen                                                                             |
| 1879      | Rhin d'acier                                | Rheydt–Dalheim–Grenze D/NL avec Vlodrop                                                          |
| 1880      | Gelsenkirchen-Bismarck–Winterswijk (de)     | Reprise de la Compagnie du chemin de fer néerlandais-westphalien (de)                            |

## Nationalisation

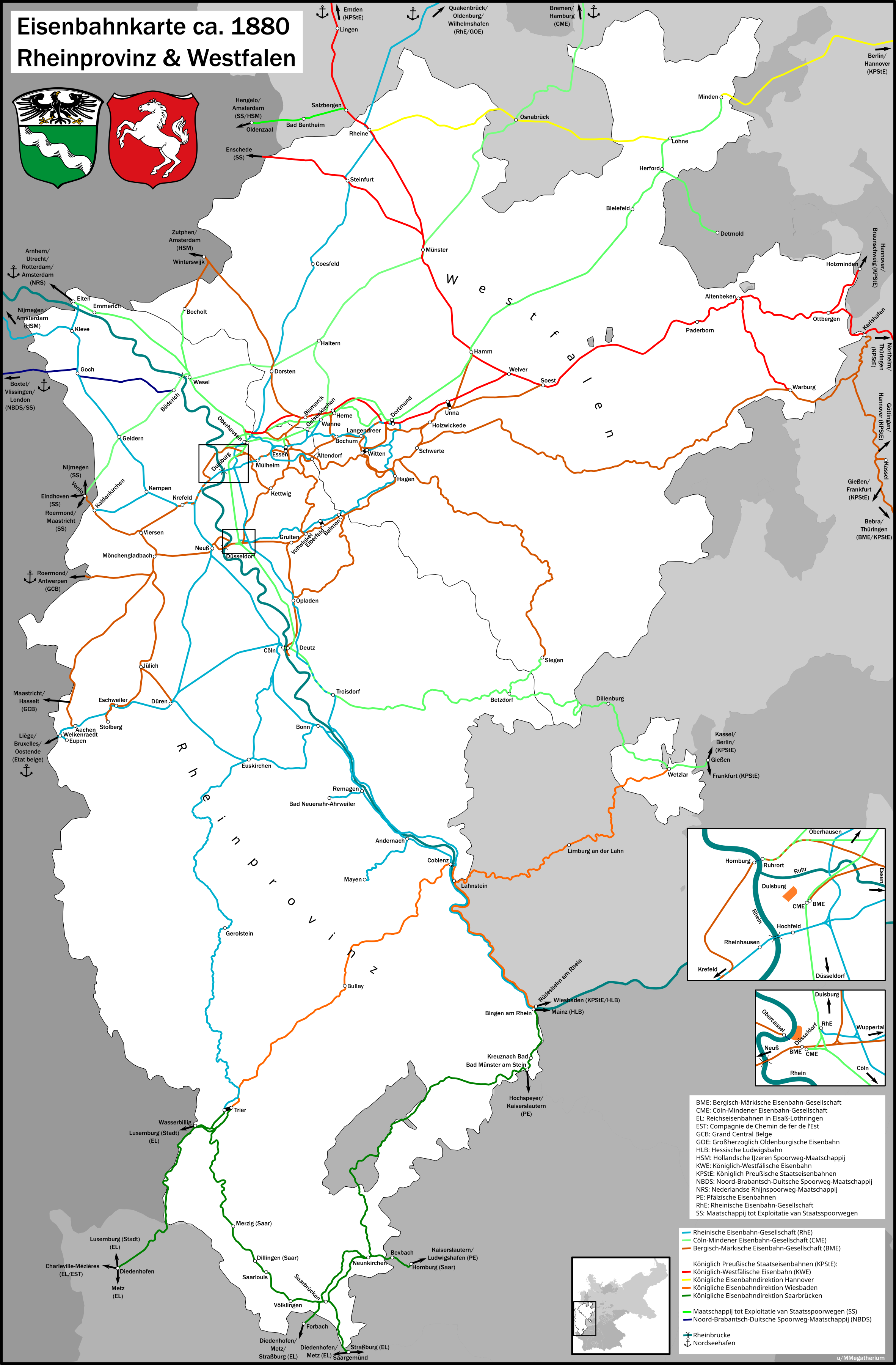
Carte ferroviaire de la province de Rhénanie et de Westphalie (Prusse) peu avant la nationalisation par l'État prussien

La loi nationalisant la Compagnie des chemins de fer bergeois-marckois est promulguée le 28 mars 1882. À cette époque, l'État prussien détient déjà 64 pour cent du capital social de la Compagnie. La Direction impériale des chemins de fer d'Elberfeld (de) reprend la direction opérationnelle à compter du 1er janvier 1882.
Au moment de la nationalisation, la Compagnie compte 768 locomotives et 21 607 wagons. Elle exploite un réseau ferroviaire de 1 336 kilomètres de long. Parmi eux, 720 kilomètres sont à double voie. Le prix d'achat, financé par des obligations d'État, s'élève à 633 847 500 marks. La Compagnie est dissoute le 1er janvier 1886.